# Paranacyathus
Paranacyathus foi um gênero de esponjas que viveram durante o período Cambriano. 